# Casa da Morte de Martinho Lutero

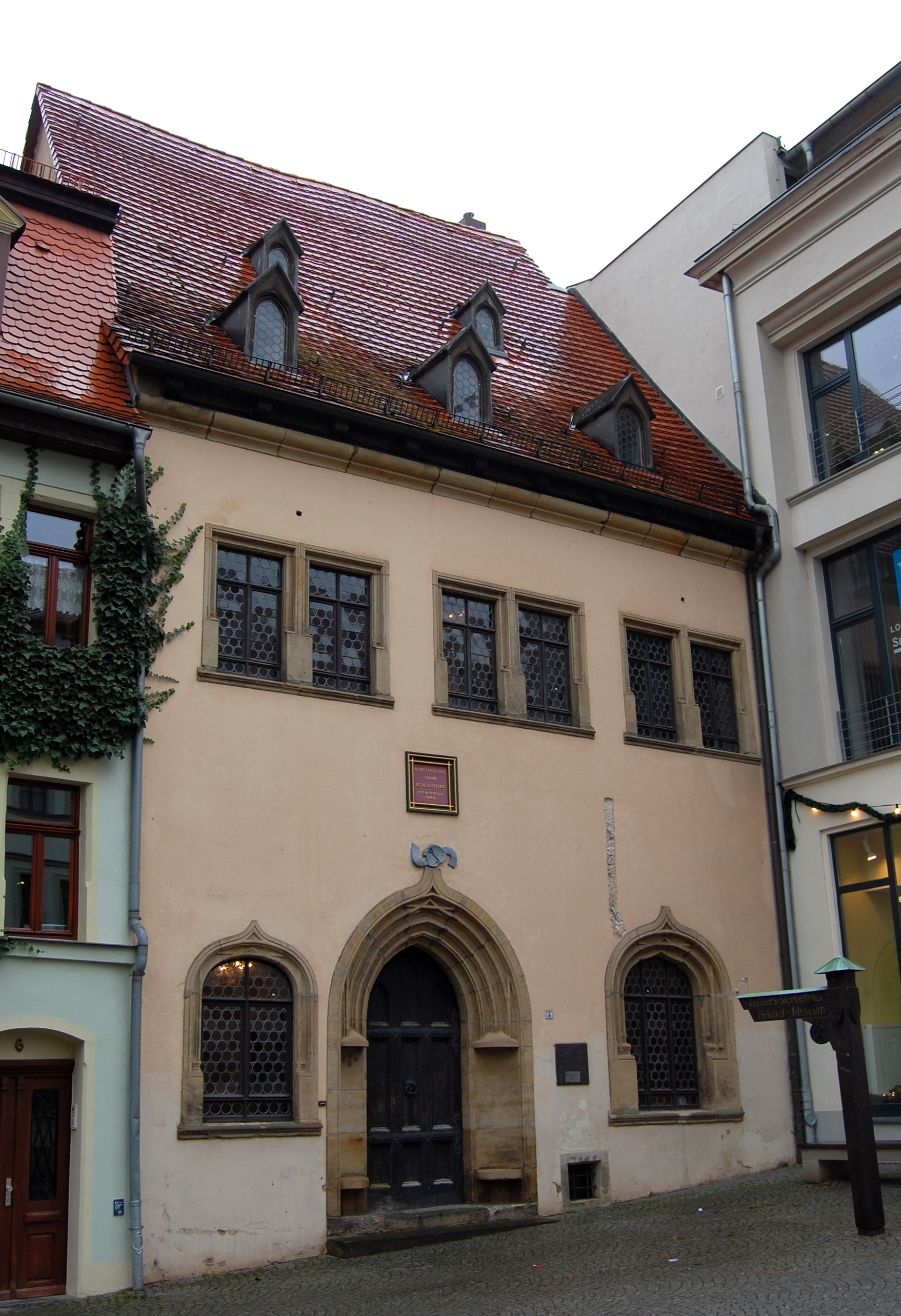
A casa onde pensava-se que Martinho Lutero morreu

A Casa da Morte de Martinho Lutero (em alemão:  Martin Luthers Sterbehaus) é o edifício histórico, em Eisleben, Alemanha, onde foi incorretamente acredita-se que Martinho Lutero morreu em 18 de fevereiro de 1546. Desde então, tornou-se um museu e patrimônio mundial da UNESCO. A cidade de Eisleben, localizado no estado  de Saxônia-Anhalt, é também o local onde Martinho Lutero nasceu e foi batizado; a casa de seu nascimento também é um patrimônio mundial da UNESCO e museu.

## Museu
A partir de novembro até março, o museu está aberto de terça a domingo (fecha-se à segunda-feira), das 10h  às 17h. A partir de abril até outubro, o museu está aberto todos os dias da semana, das 10h às 18h .